# Birkózás a 2012. évi nyári olimpiai játékokon
A 2012. évi nyári olimpiai játékokon a birkózásban 18 kategóriában rendeztek versenyeket augusztus 5. és 12. között. A nőknél 4 szabadfogású kategória volt, a férfiaknál 7 szabad-, és 7 kötöttfogású.
Birkózásban hét magyar résztvevő volt. A férfiaknál kötöttfogásban Módos Péter 55 kg-ban, Deák Bárdos Mihály 120 kg-ban, valamint Lőrincz Tamás 66 kg-ban és Bácsi Péter 74 kg-ban, szabadfogásban Hatos Gábor 74 kg-ban és Ligeti Dániel 120 kg-ban, a nőknél szabadfogásban Sastin Marianna 63 kg-ban indult.

## Kvalifikáció
Az olimpiára 266 férfi, 72 női és további hat birkózó volt nevezhető. Az indulás jogát az erre kijelölt kvalifikációs versenyeken lehetett megszerezni. A megszerzett kvótákat az azt kivívó versenyzők országait illette meg, nem névre szólóak. Egy nemzet egy súlycsoportban egy versenyzőt indíthatott.

### Kvalifikációs versenyek
- 2011-es birkózó-világbajnokság (2011. szeptember 12-18., Isztambul) súlycsoportonként az első hat versenyző szerzett kvótát (108 kvóta)
- kontinentális olimpiai kvalifikációs versenyek. Súlycsoportonként az első két versenyző szerzett kvótát. (36 kvóta versenyenként)
  - Afrika és Óceánia (2012. március 16-18., Pretoria)
  - Amerika (2012. március 23-25., Orlando)
  - Ázsia (2012. március 28.-április 1., Almati)
  - Európa (2012. április 18-22., Várna)
- világkvalifikációs torna (2012. április 25-29., Taiyuan) Férfiaknál az első három, a nőknél az első két helyezett szerzett indulási lehetőséget súlycsoportonként (50 kvóta)
- világkvalifikációs torna (2012. május 2-6., Helsinki) Az első két helyezett szerzett indulási lehetőséget súlycsoportonként (36 kvóta)

Három versenyzőt a rendező ország indíthatott kvalifikáció nélkül. További 3 versenyzőnek a Nemzetközi Birkózó Szövetség adott indulási jogot.

## Eseménynaptár
| Augusztus          | 5            | 5            | 6                    | 6                    | 7            | 7            | 8            | 8            | 9            | 9            | 10           | 10           | 11                   | 11                   | 12           | 12           |
| ------------------ | ------------ | ------------ | -------------------- | -------------------- | ------------ | ------------ | ------------ | ------------ | ------------ | ------------ | ------------ | ------------ | -------------------- | -------------------- | ------------ | ------------ |
| 0Férfi kötöttfogás | 55 kg, 74 kg | 55 kg, 74 kg | 60 kg, 84 kg, 120 kg | 60 kg, 84 kg, 120 kg | 66 kg, 96 kg | 66 kg, 96 kg |              |              |              |              |              |              |                      |                      |              |              |
| 0Férfi szabadfogás |              |              |                      |                      |              |              |              |              |              |              | 55 kg, 74 kg | 55 kg, 74 kg | 60 kg, 84 kg, 120 kg | 60 kg, 84 kg, 120 kg | 66 kg, 96 kg | 66 kg, 96 kg |
| 0Női szabadfogás   |              |              |                      |                      |              |              | 48 kg, 63 kg | 48 kg, 63 kg | 55 kg, 72 kg | 55 kg, 72 kg |              |              |                      |                      |              |              |

## Összesített éremtáblázat
(A táblázatokban Magyarország sportolói eltérő háttérszínnel, az egyes számoszlopok legmagasabb értéke vagy értékei vastagítással kiemelve.)
| A 2012. évi nyári olimpiai játékok éremtáblázata birkózásban | A 2012. évi nyári olimpiai játékok éremtáblázata birkózásban | A 2012. évi nyári olimpiai játékok éremtáblázata birkózásban | A 2012. évi nyári olimpiai játékok éremtáblázata birkózásban | A 2012. évi nyári olimpiai játékok éremtáblázata birkózásban | Olimpia  |
| ------------------------------------------------------------ | ------------------------------------------------------------ | ------------------------------------------------------------ | ------------------------------------------------------------ | ------------------------------------------------------------ | -------- |
|                                                              | Ország                                                       | Arany                                                        | Ezüst                                                        | Bronz                                                        | Összesen |
| 1.                                                           | Oroszország (RUS)                                            | 5                                                            | 2                                                            | 4                                                            | 11       |
| 2.                                                           | Irán (IRI)                                                   | 4                                                            | 1                                                            | 1                                                            | 6        |
| 3.                                                           | Japán (JPN)                                                  | 4                                                            | 0                                                            | 2                                                            | 6        |
| 4.                                                           | Azerbajdzsán (AZE)                                           | 2                                                            | 2                                                            | 3                                                            | 7        |
| 5.                                                           | Egyesült Államok (USA)                                       | 2                                                            | 0                                                            | 3                                                            | 5        |
| 6.                                                           | Kuba (CUB)                                                   | 1                                                            | 0                                                            | 1                                                            | 2        |
| 7.                                                           | Dél-Korea (KOR)                                              | 1                                                            | 0                                                            | 0                                                            | 1        |
|                                                              |                                                              |                                                              |                                                              |                                                              |          |
| 8.                                                           | Grúzia (GEO)                                                 | 0                                                            | 2                                                            | 3                                                            | 5        |
| 9.                                                           | Magyarország (HUN)                                           | 0                                                            | 1                                                            | 2                                                            | 3        |
| 11.                                                          | India (IND)                                                  | 0                                                            | 1                                                            | 1                                                            | 2        |
| 11.                                                          | Kanada (CAN)                                                 | 0                                                            | 1                                                            | 1                                                            | 2        |
| 11.                                                          | Örményország (ARM)                                           | 0                                                            | 1                                                            | 1                                                            | 2        |
| 14.                                                          | Bulgária (BUL)                                               | 0                                                            | 1                                                            | 0                                                            | 1        |
| 14.                                                          | Egyiptom (EGY)                                               | 0                                                            | 1                                                            | 0                                                            | 1        |
| 14.                                                          | Észtország (EST)                                             | 0                                                            | 1                                                            | 0                                                            | 1        |
| 14.                                                          | Kína (CHN)                                                   | 0                                                            | 1                                                            | 0                                                            | 1        |
| 14.                                                          | Puerto Rico (PUR)                                            | 0                                                            | 1                                                            | 0                                                            | 1        |
| 14.                                                          | Ukrajna (UKR)                                                | 0                                                            | 1                                                            | 0                                                            | 1        |
|                                                              |                                                              |                                                              |                                                              |                                                              |          |
| 19.                                                          | Kazahsztán (KAZ)                                             | 0                                                            | 0                                                            | 4                                                            | 4        |
| 20.                                                          | Svédország (SWE)                                             | 0                                                            | 0                                                            | 2                                                            | 2        |
| 21.                                                          | Észak-Korea (PRK)                                            | 0                                                            | 0                                                            | 1                                                            | 1        |
| 21.                                                          | Franciaország (FRA)                                          | 0                                                            | 0                                                            | 1                                                            | 1        |
| 21.                                                          | Kolumbia (COL)                                               | 0                                                            | 0                                                            | 1                                                            | 1        |
| 21.                                                          | Lengyelország (POL)                                          | 0                                                            | 0                                                            | 1                                                            | 1        |
| 21.                                                          | Litvánia (LTU)                                               | 0                                                            | 0                                                            | 1                                                            | 1        |
| 21.                                                          | Mongólia (MGL)                                               | 0                                                            | 0                                                            | 1                                                            | 1        |
| 21.                                                          | Spanyolország (ESP)                                          | 0                                                            | 0                                                            | 1                                                            | 1        |
| 21.                                                          | Törökország (TUR)                                            | 0                                                            | 0                                                            | 1                                                            | 1        |
|                                                              |                                                              |                                                              |                                                              |                                                              |          |
| Összesen                                                     | Összesen                                                     | 19                                                           | 17                                                           | 36                                                           | 72       |

## Férfi

### Éremtáblázat
| A 2012. évi nyári olimpiai játékok éremtáblázata férfi birkózásban | A 2012. évi nyári olimpiai játékok éremtáblázata férfi birkózásban | A 2012. évi nyári olimpiai játékok éremtáblázata férfi birkózásban | A 2012. évi nyári olimpiai játékok éremtáblázata férfi birkózásban | A 2012. évi nyári olimpiai játékok éremtáblázata férfi birkózásban | Olimpia  |
| ------------------------------------------------------------------ | ------------------------------------------------------------------ | ------------------------------------------------------------------ | ------------------------------------------------------------------ | ------------------------------------------------------------------ | -------- |
|                                                                    | Ország                                                             | Arany                                                              | Ezüst                                                              | Bronz                                                              | Összesen |
| 1.                                                                 | Oroszország (RUS)                                                  | 4                                                                  | 2                                                                  | 3                                                                  | 9        |
| 2.                                                                 | Irán (IRI)                                                         | 4                                                                  | 1                                                                  | 1                                                                  | 6        |
| 3.                                                                 | Azerbajdzsán (AZE)                                                 | 2                                                                  | 1                                                                  | 2                                                                  | 5        |
| 4.                                                                 | Egyesült Államok (USA)                                             | 2                                                                  | 0                                                                  | 2                                                                  | 4        |
| 5.                                                                 | Japán (JPN)                                                        | 1                                                                  | 0                                                                  | 2                                                                  | 3        |
| 6.                                                                 | Kuba (CUB)                                                         | 1                                                                  | 0                                                                  | 1                                                                  | 2        |
| 7.                                                                 | Dél-Korea (KOR)                                                    | 1                                                                  | 0                                                                  | 0                                                                  | 1        |
|                                                                    |                                                                    |                                                                    |                                                                    |                                                                    |          |
| 8.                                                                 | Grúzia (GEO)                                                       | 0                                                                  | 2                                                                  | 3                                                                  | 5        |
| 9.                                                                 | Magyarország (HUN)                                                 | 0                                                                  | 1                                                                  | 2                                                                  | 3        |
| 10.                                                                | India (IND)                                                        | 0                                                                  | 1                                                                  | 1                                                                  | 2        |
| 10.                                                                | Örményország (ARM)                                                 | 0                                                                  | 1                                                                  | 1                                                                  | 2        |
| 12.                                                                | Egyiptom (EGY)                                                     | 0                                                                  | 1                                                                  | 0                                                                  | 1        |
| 12.                                                                | Észtország (EST)                                                   | 0                                                                  | 1                                                                  | 0                                                                  | 1        |
| 12.                                                                | Puerto Rico (PUR)                                                  | 0                                                                  | 1                                                                  | 0                                                                  | 1        |
| 12.                                                                | Ukrajna (UKR)                                                      | 0                                                                  | 1                                                                  | 0                                                                  | 1        |
|                                                                    |                                                                    |                                                                    |                                                                    |                                                                    |          |
| 16.                                                                | Kazahsztán (KAZ)                                                   | 0                                                                  | 0                                                                  | 3                                                                  | 3        |
| 17.                                                                | Svédország (SWE)                                                   | 0                                                                  | 0                                                                  | 2                                                                  | 2        |
| 18.                                                                | Észak-Korea (PRK)                                                  | 0                                                                  | 0                                                                  | 1                                                                  | 1        |
| 18.                                                                | Franciaország (FRA)                                                | 0                                                                  | 0                                                                  | 1                                                                  | 1        |
| 18.                                                                | Lengyelország (POL)                                                | 0                                                                  | 0                                                                  | 1                                                                  | 1        |
| 18.                                                                | Litvánia (LTU)                                                     | 0                                                                  | 0                                                                  | 1                                                                  | 1        |
| 18.                                                                | Törökország (TUR)                                                  | 0                                                                  | 0                                                                  | 1                                                                  | 1        |
|                                                                    |                                                                    |                                                                    |                                                                    |                                                                    |          |
| Összesen                                                           | Összesen                                                           | 15                                                                 | 13                                                                 | 28                                                                 | 56       |

### Szabadfogású birkózás
| A 2012. évi nyári olimpiai játékok érmesei férfi szabadfogású birkózásban |                                           |                                         |                                         |
| Versenyszám                                                               | Arany                                     | Ezüst                                   | Bronz                                   |
| 55 kg                                                                     | Dzsamal Otarszultanov · Oroszország (RUS) | Vladimer Khinchegashvili · Grúzia (GEO) | Jang Kjongil · Észak-Korea (PRK)        |
| 55 kg                                                                     | Dzsamal Otarszultanov · Oroszország (RUS) | Vladimer Khinchegashvili · Grúzia (GEO) | Jumoto Sinicsi · Japán (JPN)            |
| 60 kg                                                                     | Toğrul Əsgərov · Azerbajdzsán (AZE)       | Beszik Kuduhov · Oroszország (RUS)      | Coleman Scott · Egyesült Államok (USA)  |
| 60 kg                                                                     | Toğrul Əsgərov · Azerbajdzsán (AZE)       | Beszik Kuduhov · Oroszország (RUS)      | Jogesvar Datt · India (IND)             |
| 66 kg                                                                     | Jonemicu Tacuhiro · Japán (JPN)           | Szusíl Kumár · India (IND)              | Akzsurek Tanatarov · Kazahsztán (KAZ)   |
| 66 kg                                                                     | Jonemicu Tacuhiro · Japán (JPN)           | Szusíl Kumár · India (IND)              | Liván López · Kuba (CUB)                |
| 74 kg                                                                     | Jordan Burroughs · Egyesült Államok (USA) | Szádeg Gudarzi · Irán (IRI)             | Hatos Gábor · Magyarország (HUN)        |
| 74 kg                                                                     | Jordan Burroughs · Egyesült Államok (USA) | Szádeg Gudarzi · Irán (IRI)             | Gyenyisz Cargus · Oroszország (RUS)     |
| 84 kg                                                                     | Şərif Şərifov · Azerbajdzsán (AZE)        | Jaime Espinal · Puerto Rico (PUR)       | Dato Marsagishvili · Grúzia (GEO)       |
| 84 kg                                                                     | Şərif Şərifov · Azerbajdzsán (AZE)        | Jaime Espinal · Puerto Rico (PUR)       | Ehszán Lasgari · Irán (IRI)             |
| 96 kg                                                                     | Jake Varner · Egyesült Államok (USA)      | Valerij Andrijcev · Ukrajna (UKR)       | Giorgi Gogselidze · Grúzia (GEO)        |
| 96 kg                                                                     | Jake Varner · Egyesült Államok (USA)      | Valerij Andrijcev · Ukrajna (UKR)       | Xetaq Qazyumov · Azerbajdzsán (AZE)     |
| 120 kg                                                                    | Komeil Gászemi · Irán (IRI)               | Nem adták ki                            | Daulet Sabanbaj · Kazahsztán (KAZ)      |
| 120 kg                                                                    | Biljal Mahov · Oroszország (RUS)          | Nem adták ki                            | Tervel Dlagnev · Egyesült Államok (USA) |

A 120 kg-ban aranyérmes üzbég Artur Taymazovot oral turinabol használata miatt 2019-ben megfosztották érmétől.
A 120 kg-ban ezüstérmes grúz Davit Modzmanashvilit turinabol használata miatt 2019-ben megfosztották érmétől.

### Kötöttfogású birkózás
| A 2012. évi nyári olimpiai játékok érmesei férfi kötöttfogású birkózásban |                                   |                                           |                                         |
| Versenyszám                                                               | Arany                             | Ezüst                                     | Bronz                                   |
| 55 kg                                                                     | Hamid Szórján · Irán (IRI)        | Rövşən Bayramov · Azerbajdzsán (AZE)      | Módos Péter · Magyarország (HUN)        |
| 55 kg                                                                     | Hamid Szórján · Irán (IRI)        | Rövşən Bayramov · Azerbajdzsán (AZE)      | Mingijan Szemjonov · Oroszország (RUS)  |
| 60 kg                                                                     | Omid Nóruzi · Irán (IRI)          | Revaz Laski · Grúzia (GEO)                | Zaur Kuramagomedov · Oroszország (RUS)  |
| 60 kg                                                                     | Omid Nóruzi · Irán (IRI)          | Revaz Laski · Grúzia (GEO)                | Macumoto Rjútaró · Japán (JPN)          |
| 66 kg                                                                     | Kim Hjonu · Dél-Korea (KOR)       | Lőrincz Tamás · Magyarország (HUN)        | Manuchar Tskhadaia · Grúzia (GEO)       |
| 66 kg                                                                     | Kim Hjonu · Dél-Korea (KOR)       | Lőrincz Tamás · Magyarország (HUN)        | Steeve Guénot · Franciaország (FRA)     |
| 74 kg                                                                     | Roman Vlaszov · Oroszország (RUS) | Arszen Dzsulfalakjan · Örményország (ARM) | Aleksandr Kazakevič · Litvánia (LTU)    |
| 74 kg                                                                     | Roman Vlaszov · Oroszország (RUS) | Arszen Dzsulfalakjan · Örményország (ARM) | Emin Əhmədov · Azerbajdzsán (AZE)       |
| 84 kg                                                                     | Alan Hugajev · Oroszország (RUS)  | Karam Gáber Ibráhím · Egyiptom (EGY)      | Danyijal Gadzsijev · Kazahsztán (KAZ)   |
| 84 kg                                                                     | Alan Hugajev · Oroszország (RUS)  | Karam Gáber Ibráhím · Egyiptom (EGY)      | Damian Janikowski · Lengyelország (POL) |
| 96 kg                                                                     | Gászem Rezái · Irán (IRI)         | Rusztam Totrov · Oroszország (RUS)        | Artur Alekszanján · Örményország (ARM)  |
| 96 kg                                                                     | Gászem Rezái · Irán (IRI)         | Rusztam Totrov · Oroszország (RUS)        | Jimmy Lidberg · Svédország (SWE)        |
| 120 kg                                                                    | Mijaín López · Kuba (CUB)         | Heiki Nabi · Észtország (EST)             | Rıza Kayaalp · Törökország (TUR)        |
| 120 kg                                                                    | Mijaín López · Kuba (CUB)         | Heiki Nabi · Észtország (EST)             | Johan Eurén · Svédország (SWE)          |

## Női

### Éremtáblázat
| A 2012. évi nyári olimpiai játékok éremtáblázata női birkózásban | A 2012. évi nyári olimpiai játékok éremtáblázata női birkózásban | A 2012. évi nyári olimpiai játékok éremtáblázata női birkózásban | A 2012. évi nyári olimpiai játékok éremtáblázata női birkózásban | A 2012. évi nyári olimpiai játékok éremtáblázata női birkózásban | Olimpia  |
| ---------------------------------------------------------------- | ---------------------------------------------------------------- | ---------------------------------------------------------------- | ---------------------------------------------------------------- | ---------------------------------------------------------------- | -------- |
|                                                                  | Ország                                                           | Arany                                                            | Ezüst                                                            | Bronz                                                            | Összesen |
| 1.                                                               | Japán (JPN)                                                      | 3                                                                | 0                                                                | 0                                                                | 3        |
| 2.                                                               | Oroszország (RUS)                                                | 1                                                                | 0                                                                | 1                                                                | 2        |
|                                                                  |                                                                  |                                                                  |                                                                  |                                                                  |          |
| 3.                                                               | Azerbajdzsán (AZE)                                               | 0                                                                | 1                                                                | 1                                                                | 2        |
| 3.                                                               | Kanada (CAN)                                                     | 0                                                                | 1                                                                | 1                                                                | 2        |
| 5.                                                               | Bulgária (BUL)                                                   | 0                                                                | 1                                                                | 0                                                                | 1        |
| 5.                                                               | Kína (CHN)                                                       | 0                                                                | 1                                                                | 0                                                                | 1        |
|                                                                  |                                                                  |                                                                  |                                                                  |                                                                  |          |
| 7.                                                               | Egyesült Államok (USA)                                           | 0                                                                | 0                                                                | 1                                                                | 1        |
| 7.                                                               | Kazahsztán (KAZ)                                                 | 0                                                                | 0                                                                | 1                                                                | 1        |
| 7.                                                               | Kolumbia (COL)                                                   | 0                                                                | 0                                                                | 1                                                                | 1        |
| 7.                                                               | Mongólia (MGL)                                                   | 0                                                                | 0                                                                | 1                                                                | 1        |
| 7.                                                               | Spanyolország (ESP)                                              | 0                                                                | 0                                                                | 1                                                                | 1        |
|                                                                  |                                                                  |                                                                  |                                                                  |                                                                  |          |
| Összesen                                                         | Összesen                                                         | 4                                                                | 4                                                                | 8                                                                | 16       |

### Szabadfogású birkózás
| A 2012. évi nyári olimpiai játékok érmesei női szabadfogású birkózásban |                                       |                                     |                                           |
| Versenyszám                                                             | Arany                                 | Ezüst                               | Bronz                                     |
| 48 kg                                                                   | Hitomi Obara · Japán (JPN)            | Mariya Stadnik · Azerbajdzsán (AZE) | Clarissa Chun · Egyesült Államok (USA)    |
| 48 kg                                                                   | Hitomi Obara · Japán (JPN)            | Mariya Stadnik · Azerbajdzsán (AZE) | Carol Huynh · Kanada (CAN)                |
| 55 kg                                                                   | Josida Szaori · Japán (JPN)           | Tonya Verbeek · Kanada (CAN)        | Jackeline Rentería · Kolumbia (COL)       |
| 55 kg                                                                   | Josida Szaori · Japán (JPN)           | Tonya Verbeek · Kanada (CAN)        | Yuliya Ratkeviç · Azerbajdzsán (AZE)      |
| 63 kg                                                                   | Icsó Kaori · Japán (JPN)              | Jing Ruixue · Kína (CHN)            | Ljubov Voloszova · Oroszország (RUS)      |
| 63 kg                                                                   | Icsó Kaori · Japán (JPN)              | Jing Ruixue · Kína (CHN)            | Battszeszeg Soronzonbold · Mongólia (MGL) |
| 72 kg                                                                   | Natalja Vorobjova · Oroszország (RUS) | Sztanka Zlateva · Bulgária (BUL)    | Gjuzel Manyurova · Kazahsztán (KAZ)       |
| 72 kg                                                                   | Natalja Vorobjova · Oroszország (RUS) | Sztanka Zlateva · Bulgária (BUL)    | Maider Unda · Spanyolország (ESP)         |